# Francis Gregory
Francis Hoyt Gregory, född 9 oktober 1780, död 4 oktober 1866, var en officer i USA:s flotta från 1812 års krig mellan USA och Storbritannien till och med amerikanska inbördeskriget, då han var konteramiral.

## Tidigt liv och kriget 1812
Gregory föddes i Norwalk, Connecticut. Han arbetade i handelsflottan och blev tvingad till tjänst för Storbritannien, i en incident som var typisk för de som blev en av orsakerna till kriget. Sedan han hade flytt, blev han utsedd till kadett i amerikanska flottan av president Thomas Jefferson och fick tjänst på USS Revenge, under befäl av Oliver Hazard Perry.
I mars 1809 blev han förflyttad till Mexikanska golfen och New Orleans. När han tjänstgjorde på USS Vesuvius och som kapten på kanonbåt 162 (Gun Boat 162), deltog han i fasttagandet av en engelsk brigg som smugglade slavar till New Orleans och tre spanska piratskepp.
Under 1812 års krig tjänstgjorde han på Ontariosjön under flottiljamiral Isaac Chauncey och deltog vid angrepp mot Toronto, Kingston och Fort George. I augusti 1814 tillfångatogs han av britterna och skickades till England, där han blev kvar till juni 1815.

## Befäl under 1820- och 1830-talen
Sedan han släppts av britterna, fick Gregory tjänst vid USA:s skvadron i Medelhavet och deltog i operationer längs Nordafrikas kust till 1821. Det året blev han kapten på USS Grampus och seglade i två år i Västindien för att motverka sjöröveri. Medan han var i Västindien tillfångatog han det ökända sjörövarskeppet Panchita och förstörde flera andra sjörövarskepp. Sedan han hade bestyckat fregatten USS Brandywine, som skulle ta Markisen av Lafayette tillbaka till Frankrike 1824, tog han en fregatt med 64 kanoner till Grekland åt den revolutionära regimen. Åren 1824-1828 tjänstgjorde han vid flottans skeppsvarv i New York. Han inställde sig 1831 till Stillahavsflottan för en treårig seglats med USS Falmouth under hans befäl. Han förde befäl vid Stilla havet i ett år.

## Befäl under sena 1830-talet till 1850-talet
Från Stilla havet seglade Gregory, som hade blivit örlogskapten 1838, till Mexikanska golfen, där han förde befäl på USS North Carolina (1820) och USS Raritan och deltog vid flottblockaden mot den mexikanska kusten under mexikanska kriget.
Efter mexikanska kriget förde Gregory befäl över en amerikansk skvadron vid den afrikanska kusten, med USS Portsmouth som sitt flaggskepp, till juni 1851. När han återkom till USA blev han chef för flottans skeppsvarv i Boston i maj 1852 och tjänstgjorde där till februari 1856. Han gick sedan i pension efter en karriär i flottan över nästan femtio år.

## Amerikanska inbördeskriget och de sista åren
När amerikanska inbördeskriget tog sin början, återgick Gregory i aktiv tjänst för att tillse byggandet och bestyckningen av fartyg till flottan vid privata skeppsvarv. Han befordrades till konteramiral den 16 juli 1862 och tjänstgjorde hela kriget, varefter han åter gick i pension.
Konteramiral Gregory avled i Brooklyn, New York, den 4 oktober 1866 och begravdes i New Haven, Connecticut.

## Arv
Två fartyg har fått namn USS Gregory efter honom.
Det finns en gammal historia i Gregorys familj om när han var tillfångatagen i England under 1812 års krig. Han hade placerats i husarrest i ett hus på landet, där han bodde under en gentlemannamässig överenskommelse om att han inte skulle försöka fly genom att passera vissa utpekade gränser, varav en var en stor sten. Vid ett tillfälle var det en middagsbjudning i ett hus någon kilometer bort som han ville vara med på, men bortom den överenskomna gränsen. Middagsgästerna blev överraskade när Gregory anlände till festen, och han anklagades för att bryta mot reglerna för sin husarrest genom att ha passerat stenmarkören. Gregory log och bad dem som klagade att gå ut...där de fann en skottkärra parkerad vid husets bortre ände med den stora stenen i.
Admiral Gregory var gift med dottern till kapten John Shaw, en äldre marinofficer och hjälte från den första kampanjen vid Barbareskkusten och 1812 års krig.